# Strindbergshuset, Karlaplan
För andra betydelser, se Strindbergshuset.

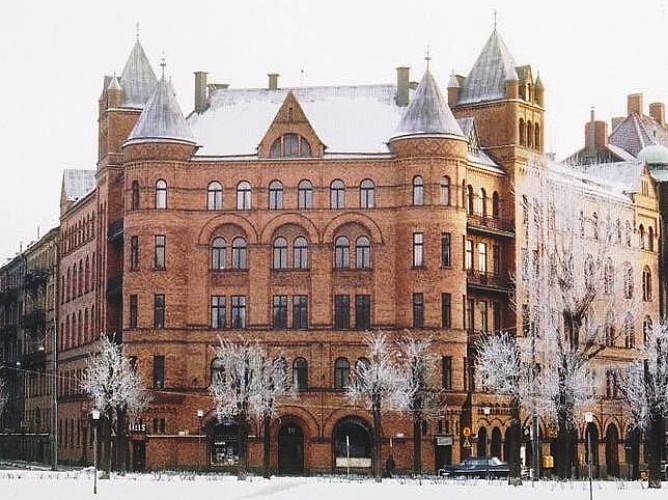
Strindbergshuset, vy från Karlaplan 1960-tal, rivet 1969.

Strindbergshuset (även Röda huset) kallas en numera riven byggnad i kvarteret Fanan i hörnet Karlaplan, Karlavägen och Narvavägen på Östermalm i Stockholm. Byggnaden har fått sitt folkliga namn efter August Strindberg som bodde här mellan 1901 och 1908. Huset uppfördes 1896 och revs 1969 efter omfattande protester och en nästan decennielång debatt.

## Historik

### Bakgrund
Bostads- och affärshuset på fastigheten Fanan 1 (nuvarande Fanan 32), sedermera kallat Strindbergshuset, var bland de första som uppfördes vid den då nyanlagda Karlaplanen. Den triangulära tomten ägdes av byggmästaren Carl Oscar Lundberg som hörde till en av de stora fastighetsspekulanterna i dåtidens Stockholm. Lundbergs fastighetsbolag ägde även granntomterna Fanan 26 och 27 där Bocanderska husen kom att uppföras mellan 1905 och 1908. 

### Byggnadsbeskrivning
Lundberg anlitade arkitekterna Ludvig Pettersson och Ture Stenberg att rita den nya byggnaden med sin mycket framträdande plats vid Karlaplanen (som den då hette). Huset uppfördes åren 1896-1898 i nyromansk stil med fasader i rött, mönstermurat tegel, vilket även gav upphov till namnet ”Röda huset”. Fasaden mot Karlaplan gestaltades symmetrisk med två runda hörntorn. Fasaderna mot Karlavägen respektive Narvavägen utfördes i det närmaste identiska. Här reste sig ytterligare ett torn på vardera sida som sträckte sig med en extravåning över taket. Högst upp fanns ett tornrum utan särskild funktion och utan förbindelse med våningen under. 

Originalritningar
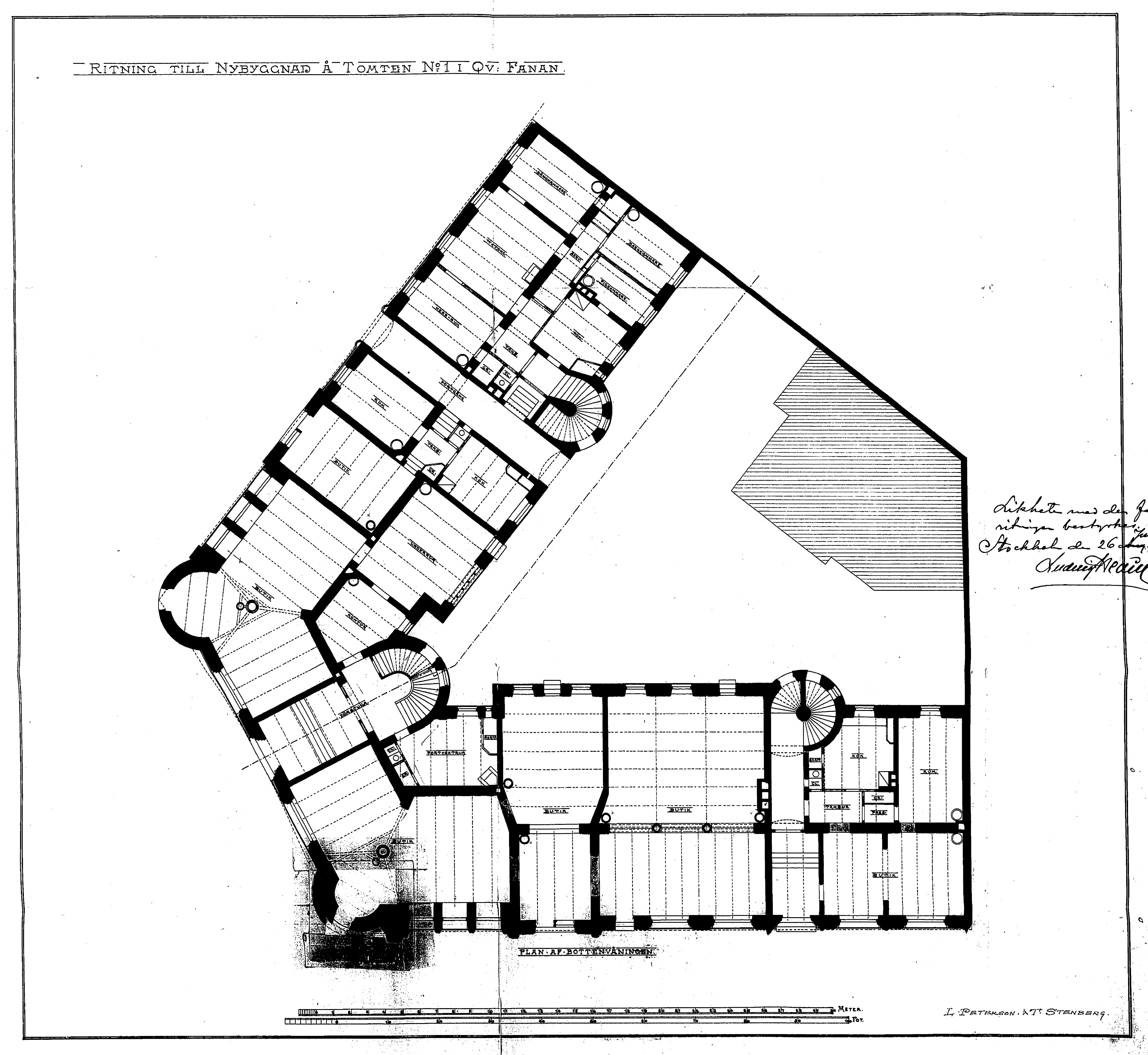
Bottenvåning.
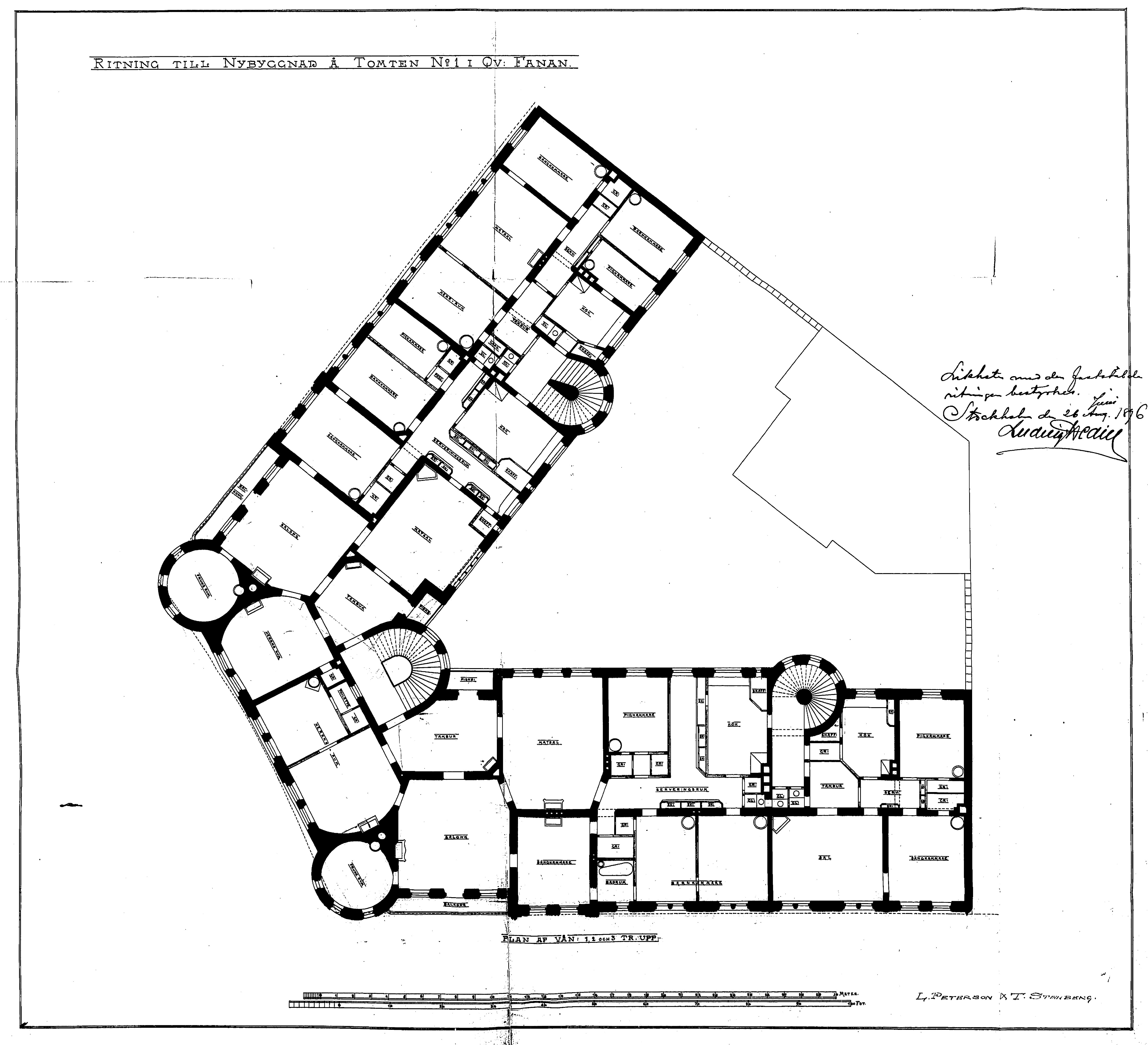
Våning 1 trappa.
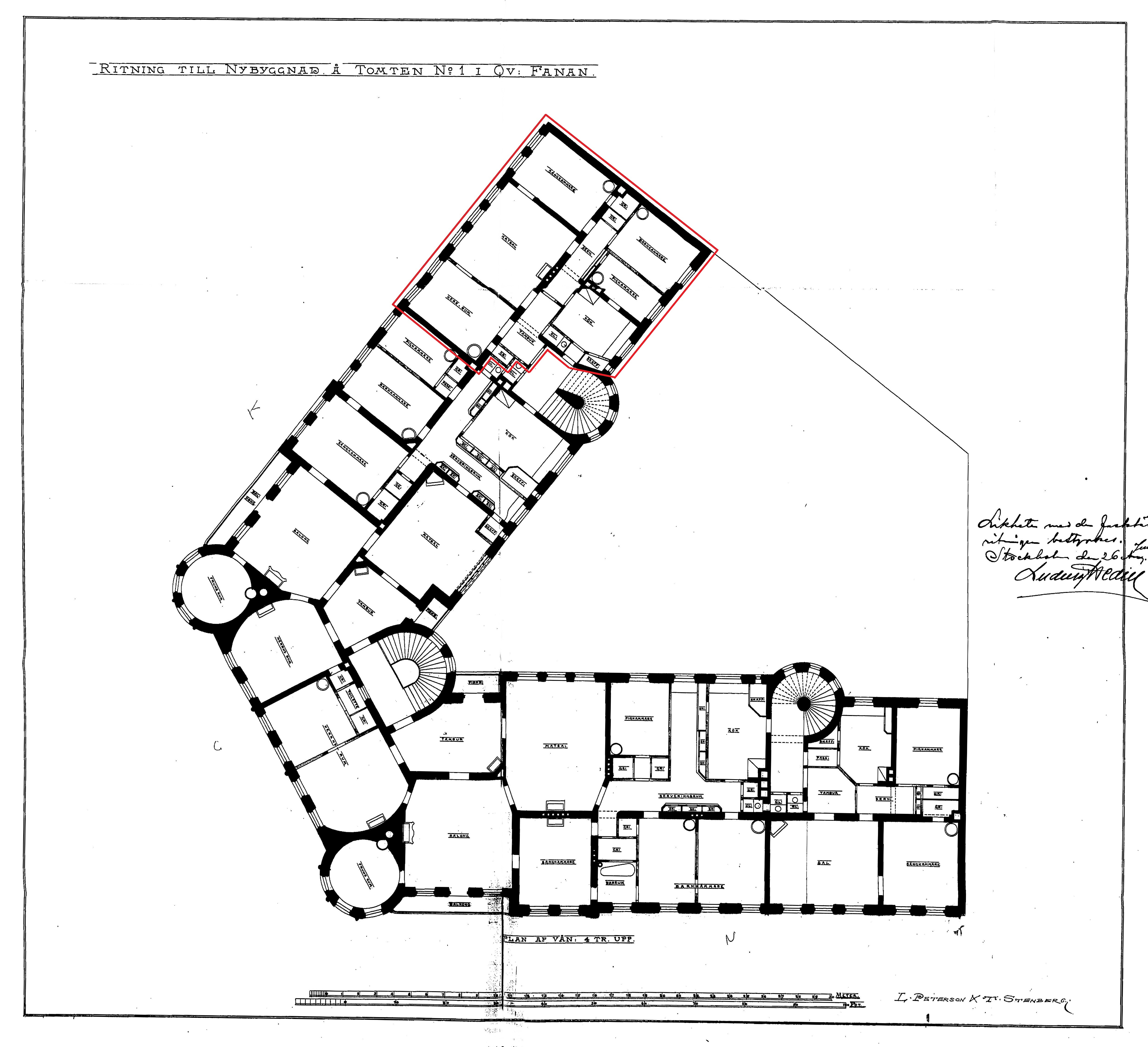
Våning 2, 3, 4 trappor. Strindbergs våning inom röd ram.
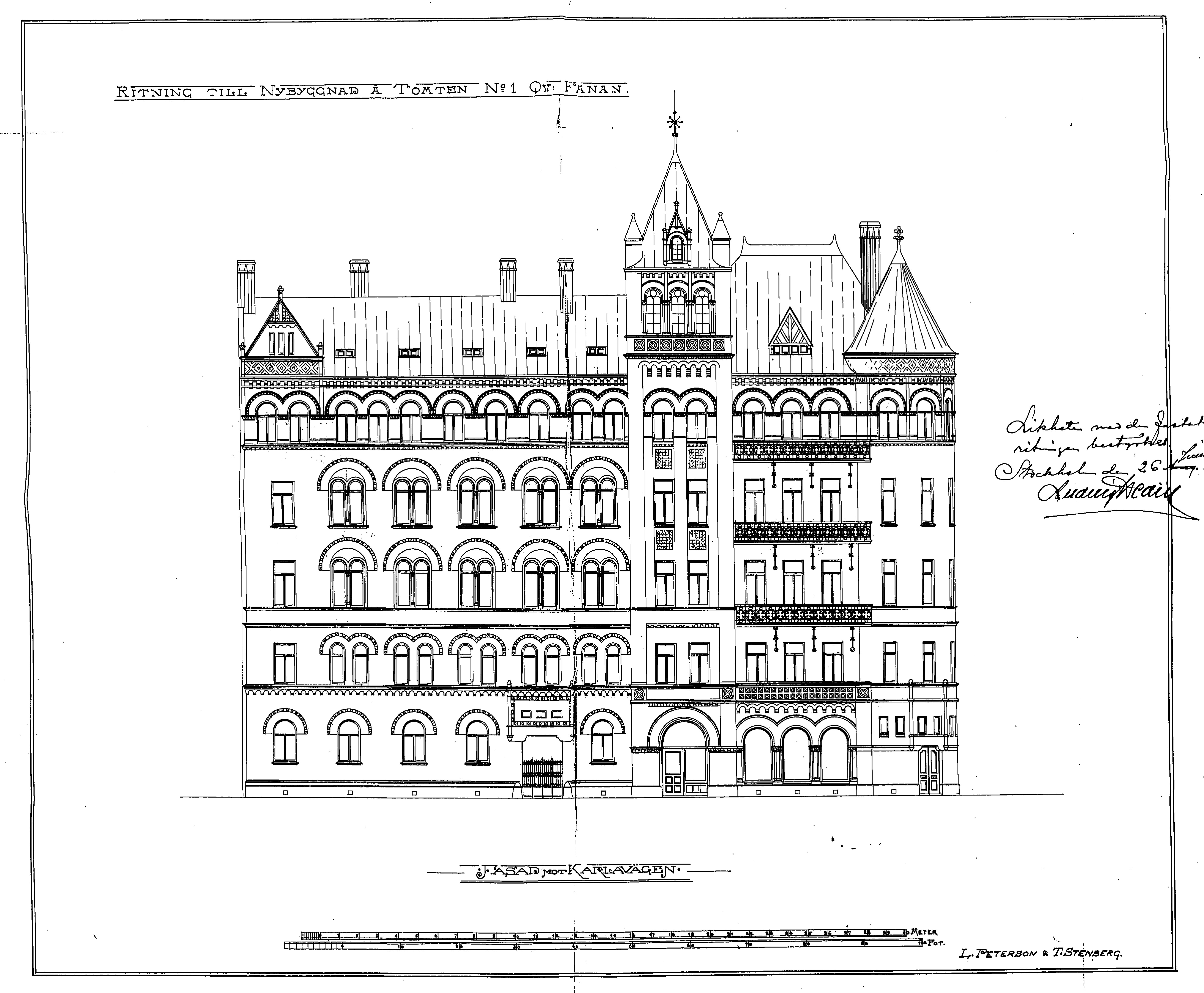
Fasad mot Karlavägen.
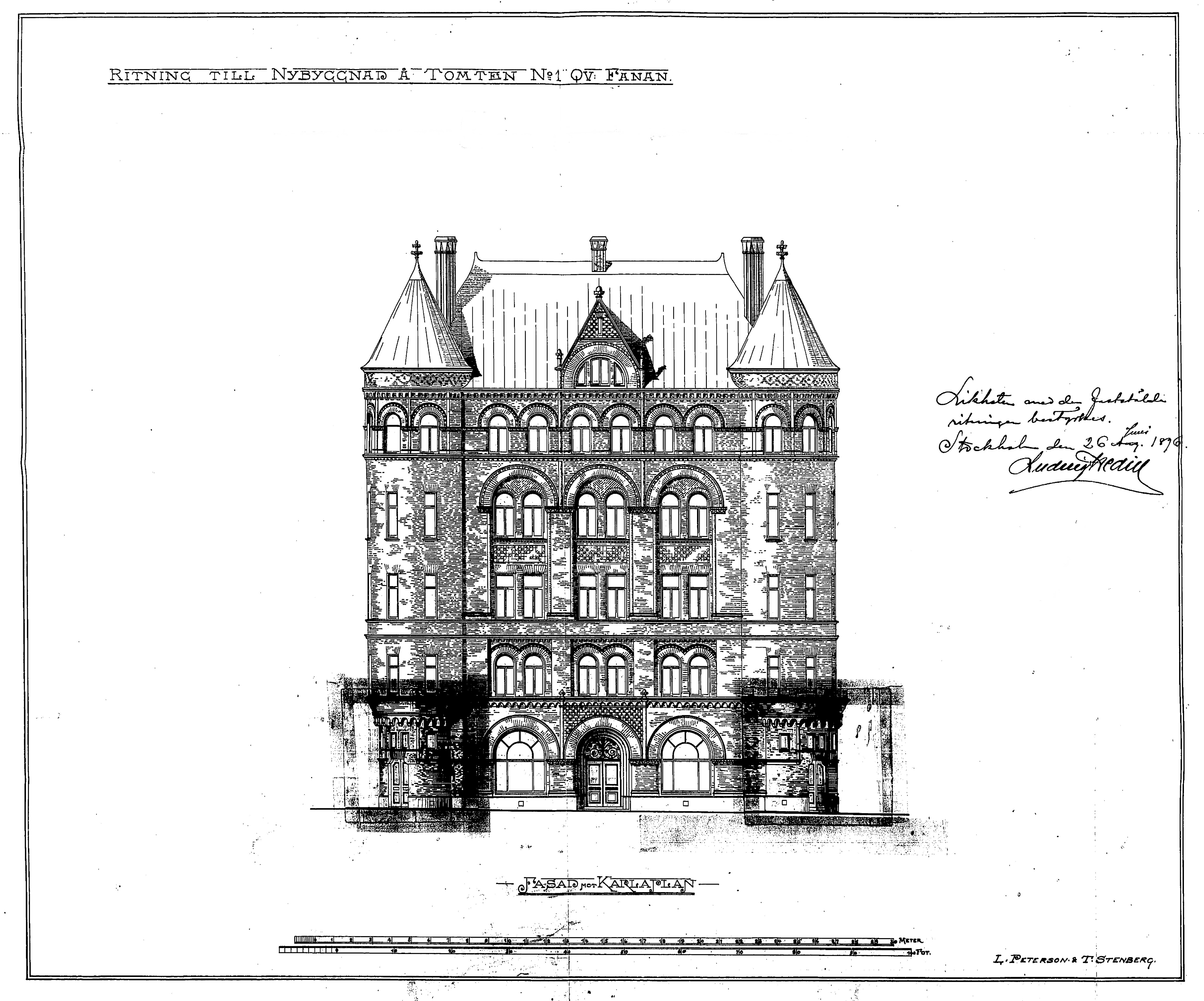
Fasad mot Karlaplan.
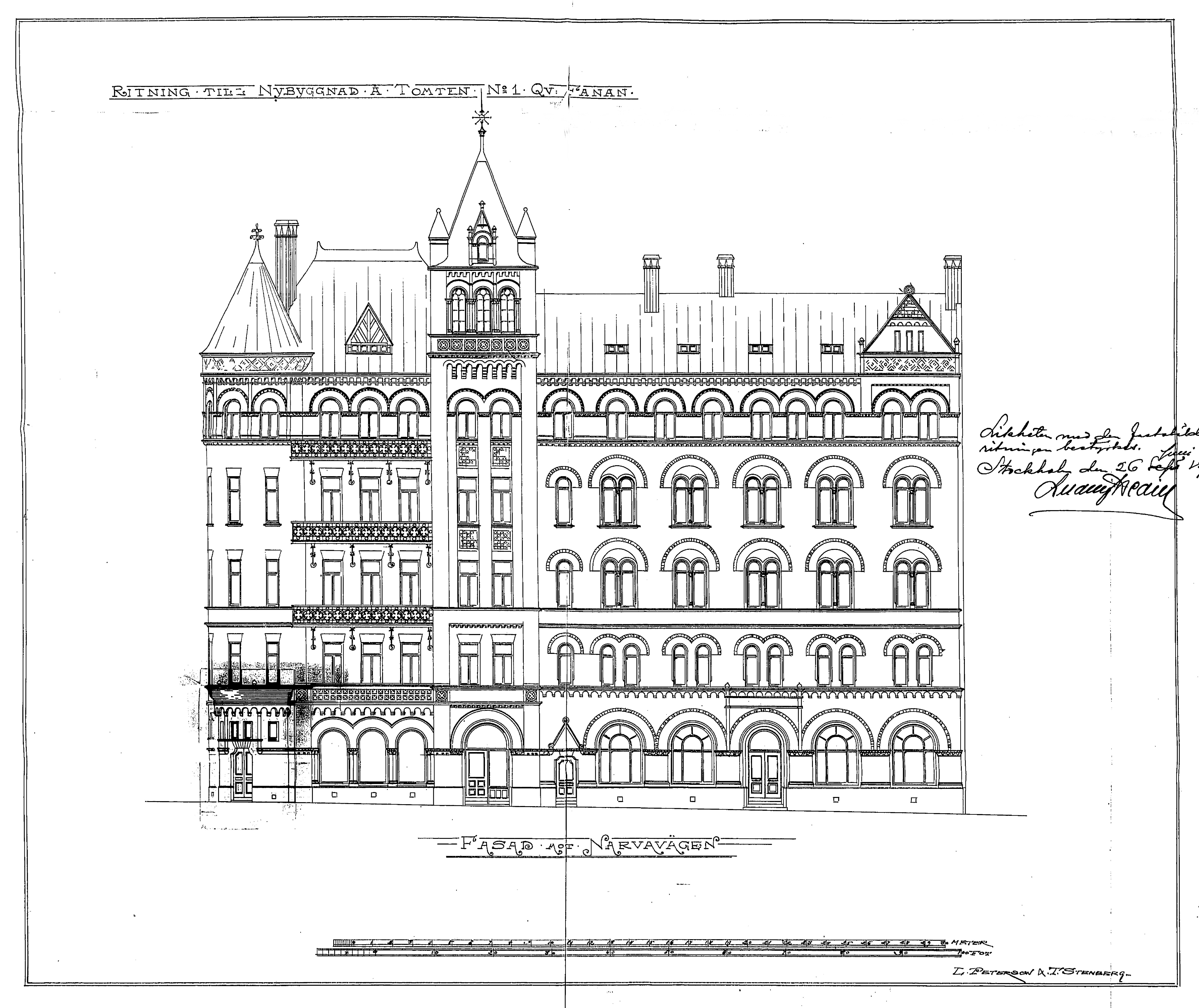
Fasad mot Narvavägen.

Byggnaden fick fem våningar samt källare. Planen i V-form omslöt en innergård. De största lägenheterna orienterades mot Karlaplan. De var mycket stora, över 300 kvadratmeter och med 3,85 meter i takhöjd. De största hade sju rum och kök respektive nio rum och kök som kunde nås via huvudtrappan och via var sin kökstrappa. Den senare skulle begagnas av herrskapets personal och hade direkt tillgång till kök, pigkammare och serveringsrum samt därifrån till matsalen. Utöver de båda stora lägenheterna per plan fanns även två mindre, en om tre rum och kök och en om fem rum och kök. Det var i fem-rummaren som låg fyra trappor upp i flygeln mot Karlavägen som August Strindberg bodde mellan 1901 och 1908. 
Interiören präglades av kakelugnar i nyrokoko, boaserade väggar, skulpterade dörröverstycken, stucktak och mönsterlagda parkettgolv. 
I bottenvåningen anordnades butiker och ett litet portvaktsrum. Huset hade inga moderniteter som centralvärme eller hiss och badrum fanns bara i de största lägenheterna. Först 1924 moderniserades huset efter ritningar av arkitekt Ivar Engström varvid några av de största lägenheterna delades och en del av den ursprungliga interiören försvann.
Bland husets hyresgäster fanns utöver Strindberg även affärsmannen Arthur Thiel, operasångerskan Matilda Jungstedt och general Oscar Silverstolpe. I bottenvåningens butik mot Karlaplan låg mellan 1902 och 1904 delikatessaffären Hjalmar Fridman som omnämns i Strindbergs roman "Ensam". På 1960-talet förhyrdes en av våningarna av nederländska ambassaden. Från 1945 till husets rivning bodde överste Georg Gärdin i flygeln mot Karlavägen.

Historiska bilder
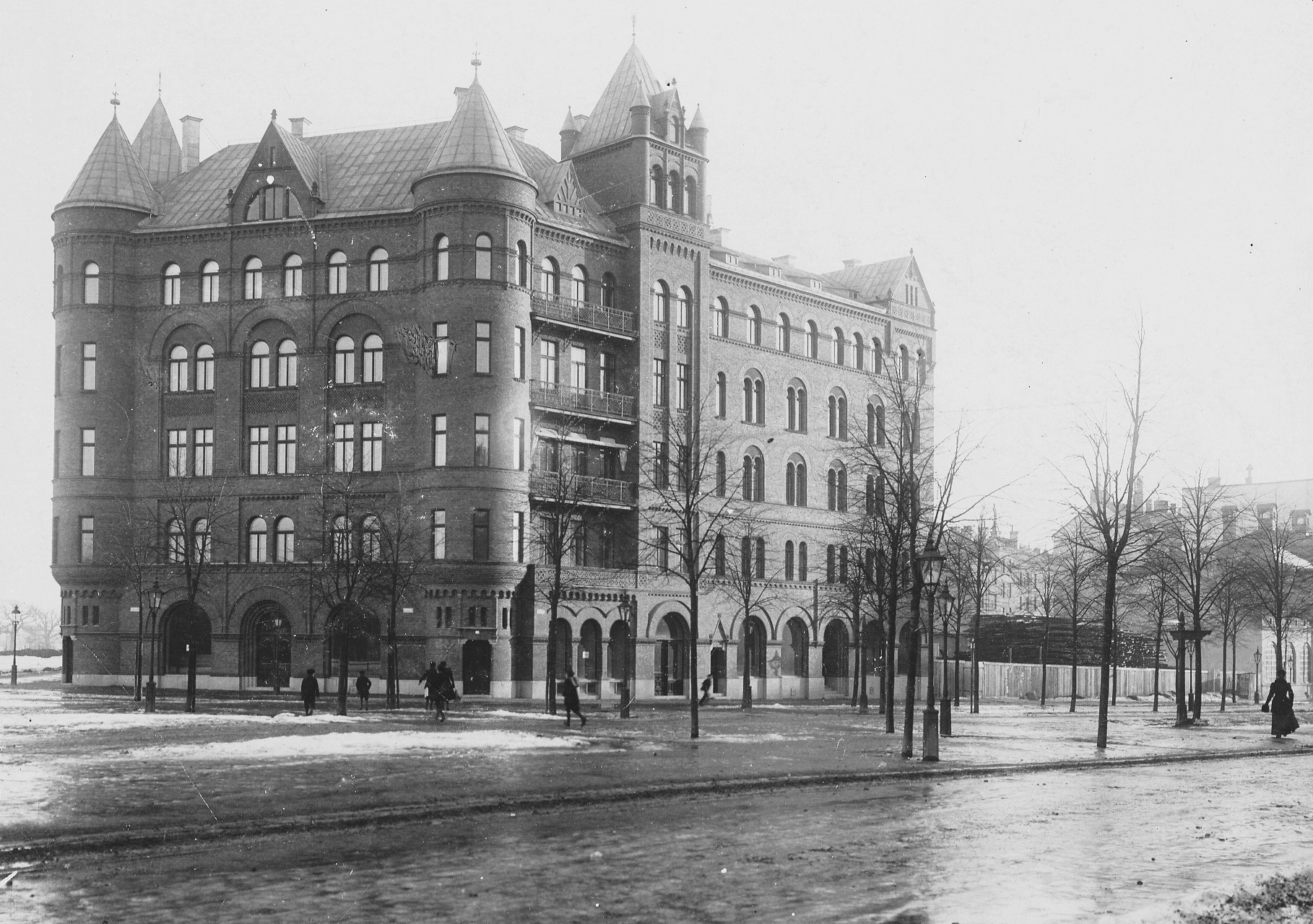
Huset i ensam majestät omkring år 1900.
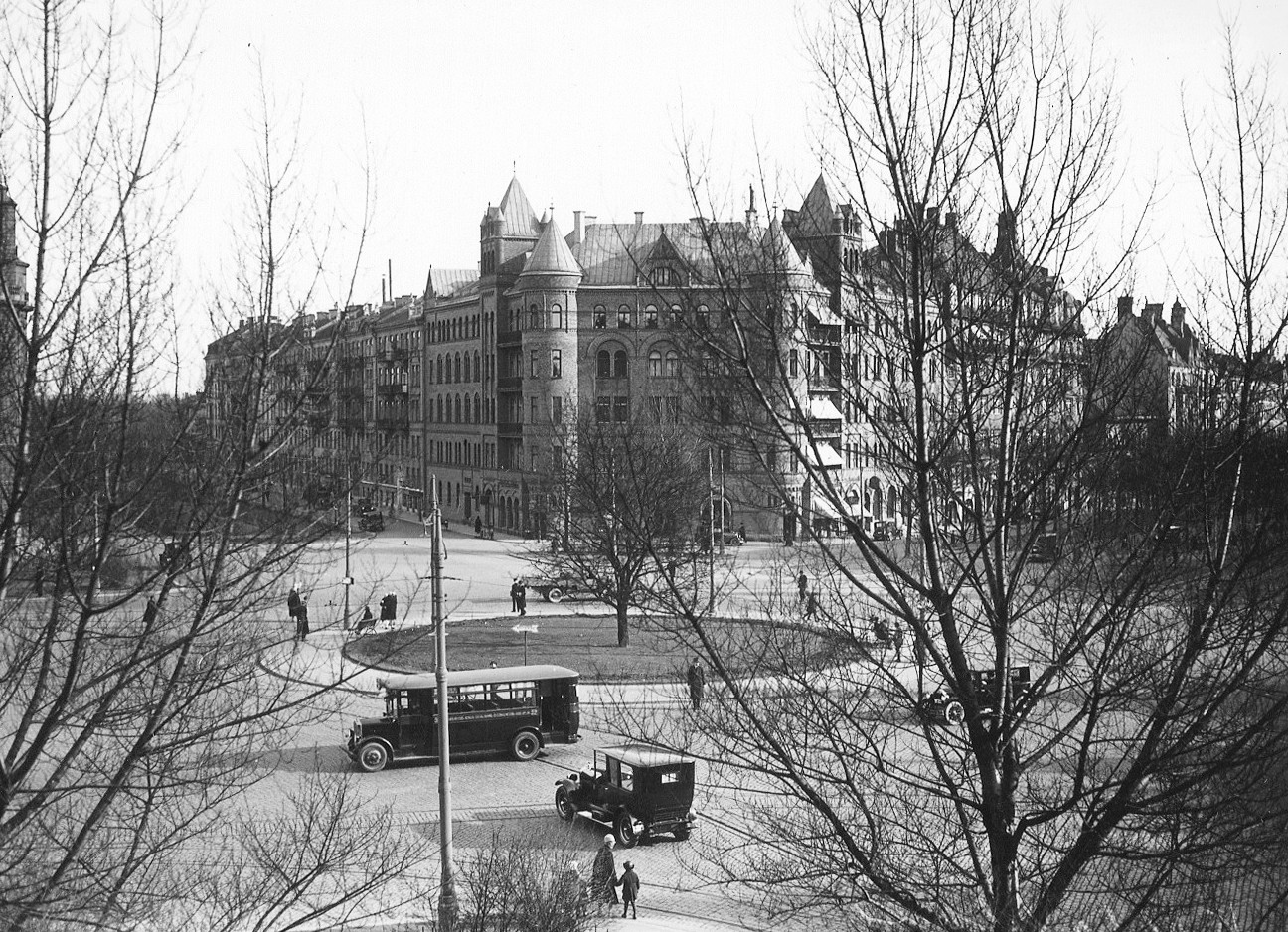
Vy över Karlaplan på 1930-talet.
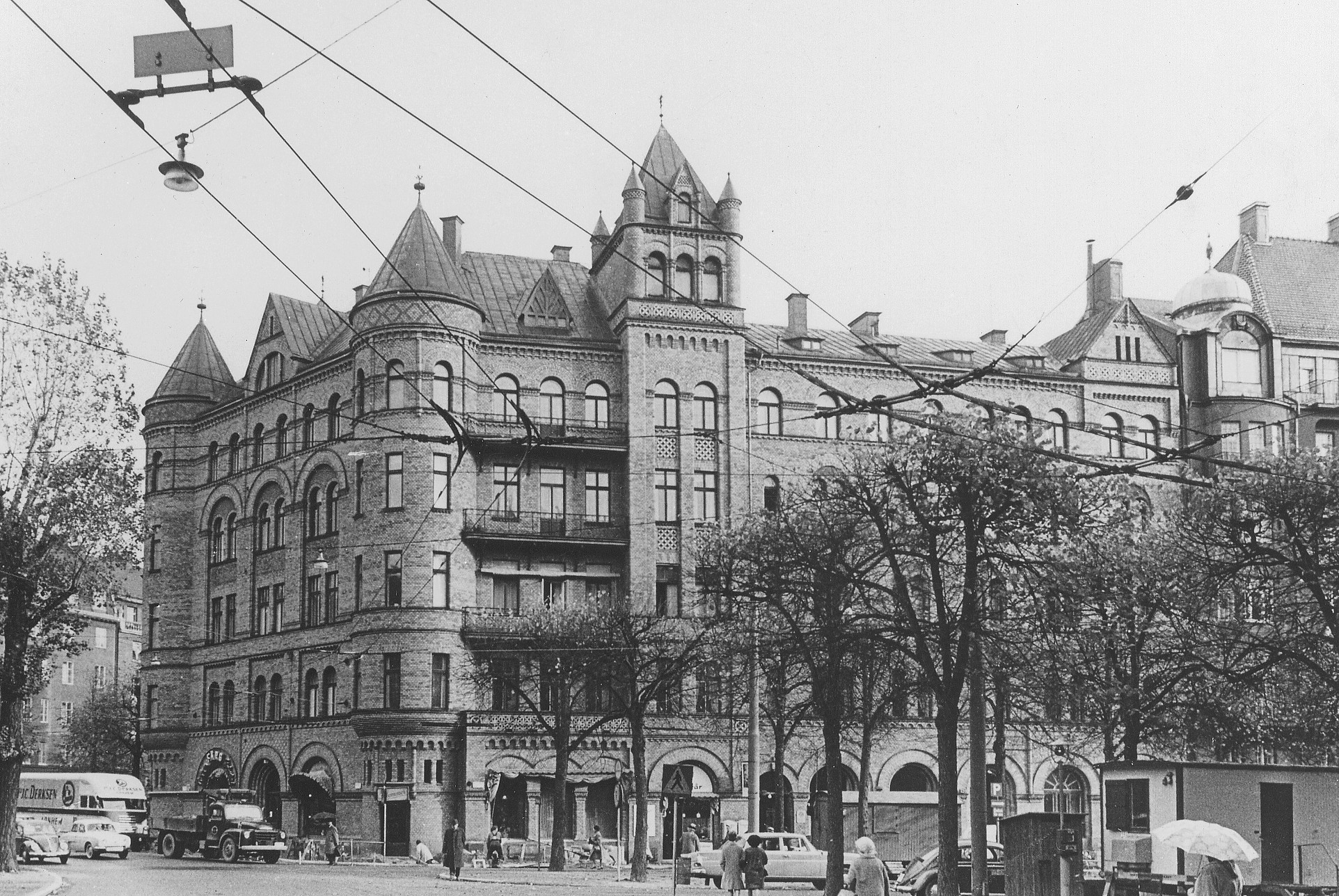
Fasad mot Narvavägen, 1963.
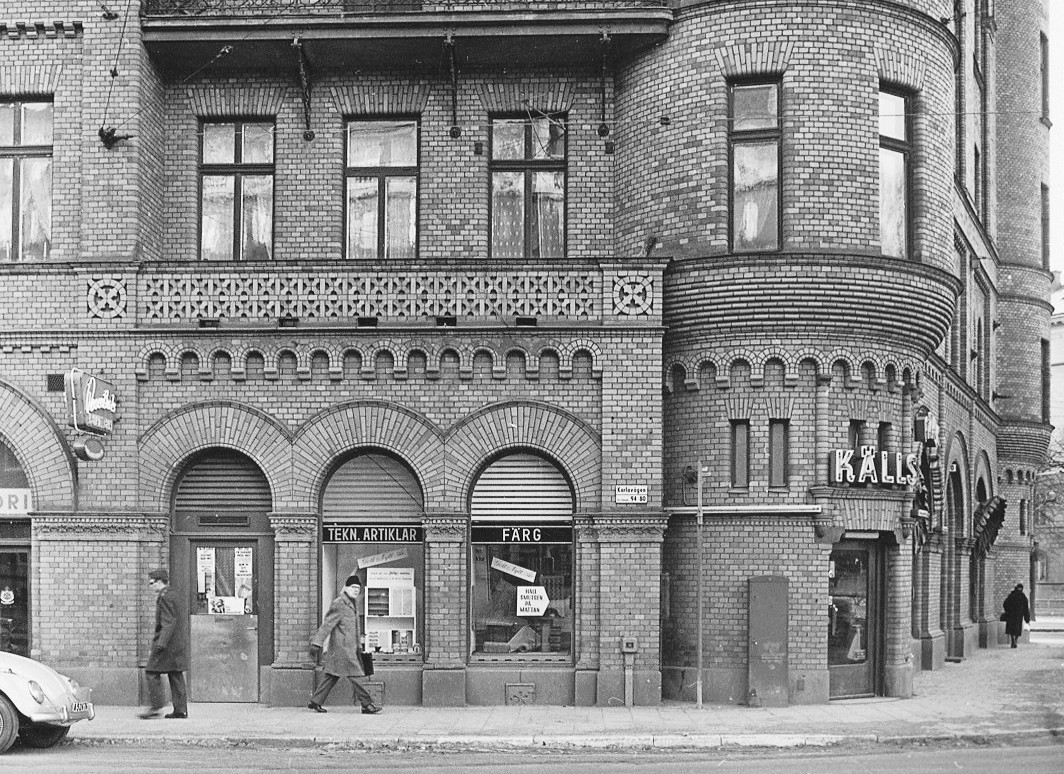
Fasaddetalj mot Karlavägen, 1965.
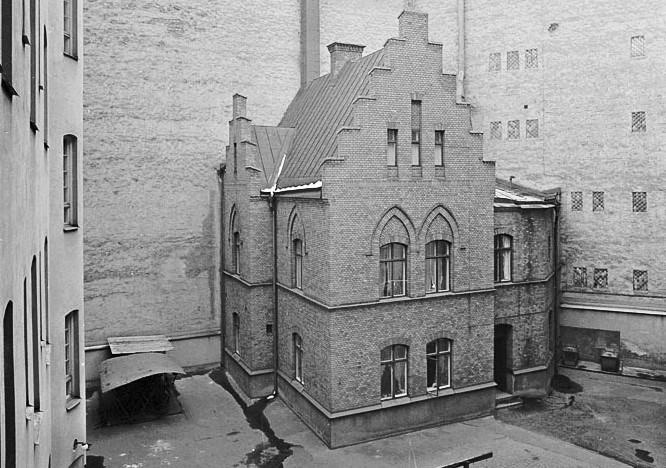
Gårdshuset på 1960-talet.

### Gårdshuset
På bakgården fanns en mindre tegelbyggnad i två våningar formgiven i nygotik och med trappgavlar. Huset inrymde en lägenhet per våning om tre respektive två rum och kök. Det lilla gårdshuset hade en särskild egen historia. När byggmästaren Carl Oscar Lundberg förvärvade tomten var byggkonjunkturen osäker, samtidigt fanns en byggnadsplikt att en tomt måste bebyggas inom en viss tid. För att kringgå denna bestämmelse och hålla sig inom tidsramen byggde Lundberg först det lilla gårdshuset som sedan, när huvudbyggnaden stod färdig, hade bara bakgårdens fasader som utsikt.

### Hyresgästen Strindberg

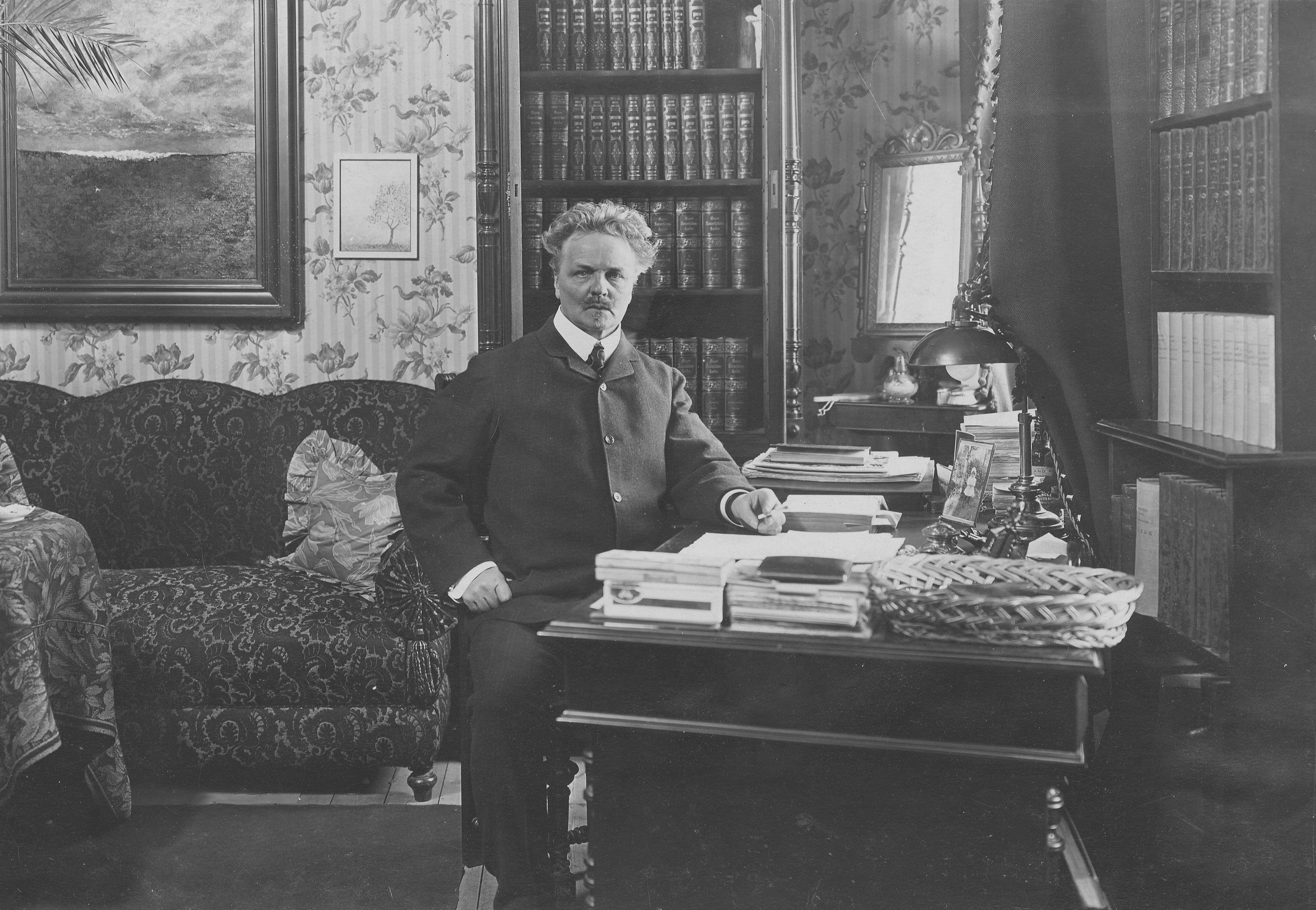
Strindberg i sitt arbetsrum i "Röda huset".

August Strindberg och hans dåvarande fru Harriet Bosse flyttade i maj 1901 som nygifta in i flygeln mot Karlavägen nr 40 (nuvarande 82). De var de första hyresgästerna i våningen, som låg fyra trappor upp och hade fem rum.
August Strindberg skrev vid inflyttningen i sin dagbok:
| ” | Detta har jag köpt för mina trettio år av dramatiska mödor. | „ |

Harriet Bosse skall också ha blivit helt överväldigad när hon fick se våningen och den enorma takhöjden. Hon hann dock bara bo tre år i huset innan paret skildes. Huset kom att bli en inspirationskälla i flera av Strindbergs verk, bland annat blev utsikten från våningen till inspiration för miljöer i Ett drömspel, såsom den nybyggda Hästgardeskasernen blev "det växande slottet". Om sin granne i våningen under berättade han en gång:
| ” | Han har en stor röd rusande galning till hund, som kommer skällande i trappan. Ägaren synes betrakta huset som sitt och oss andra som inbrottstjuvar och låter därför bevaka trapporna av detta monster till gårdvar. | „ |

Trots den vackra våningen genomled August Strindberg sina mörkaste år här och han flyttade efter sju år till det så kallade Blå tornet på Drottninggatan. I sin våning på Karlavägen 40 skrev Strindberg tre romaner (däribland "Ensam") samt ett femtontal dramer, bland annat Oväder och Ett drömspel.

## Rivning och nybygge

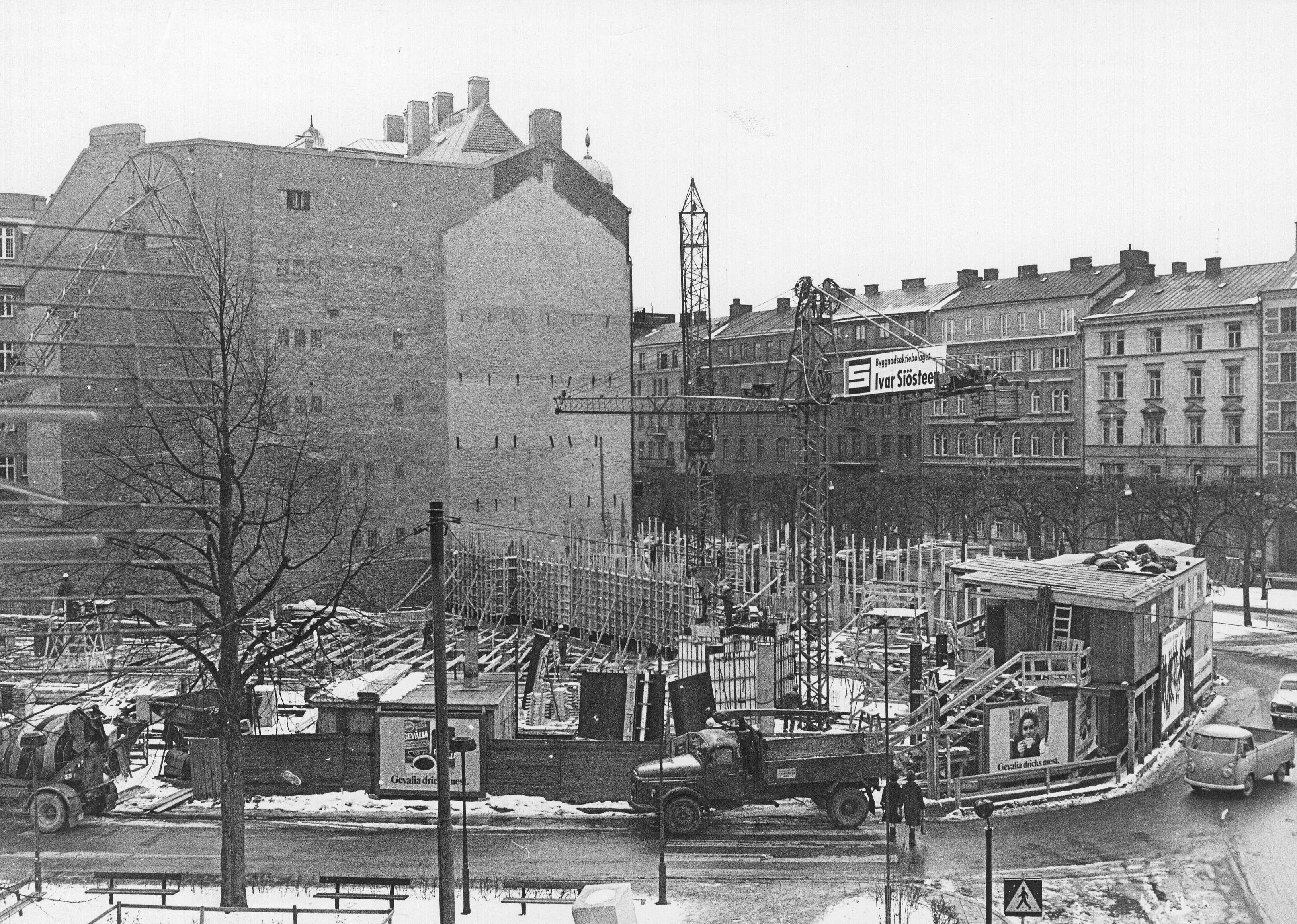
Grundläggningen för nya huset.

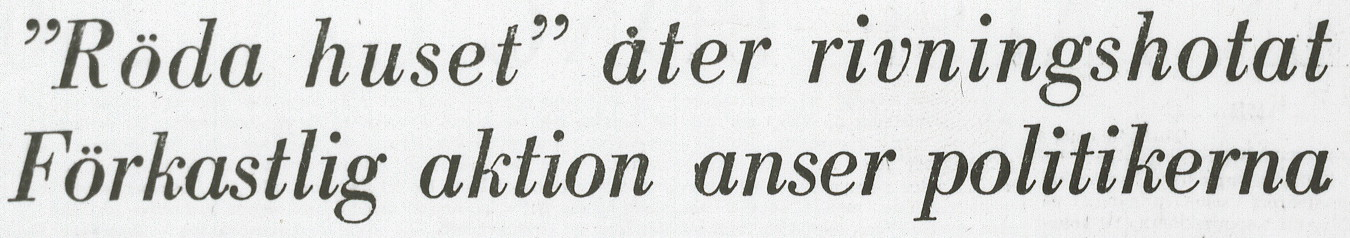
DN, 25 november 1964.

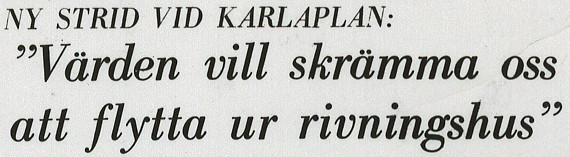
DN, 4 februari 1966.

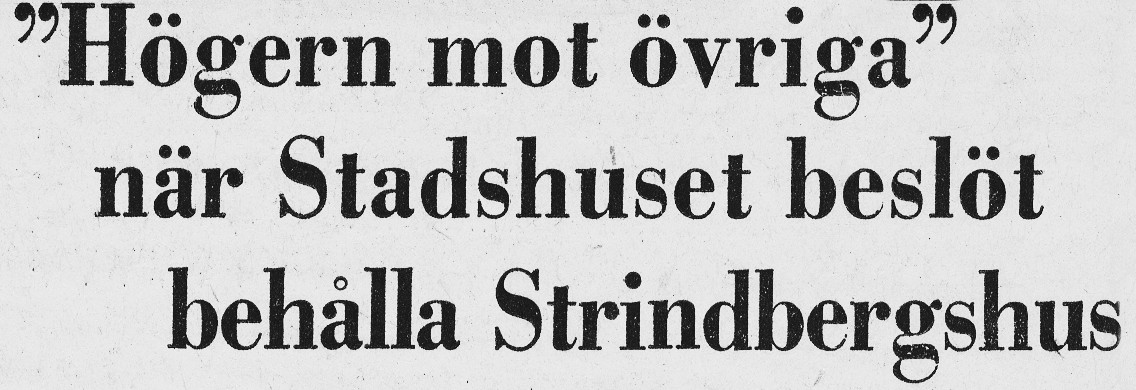
DN, 15 december 1967.

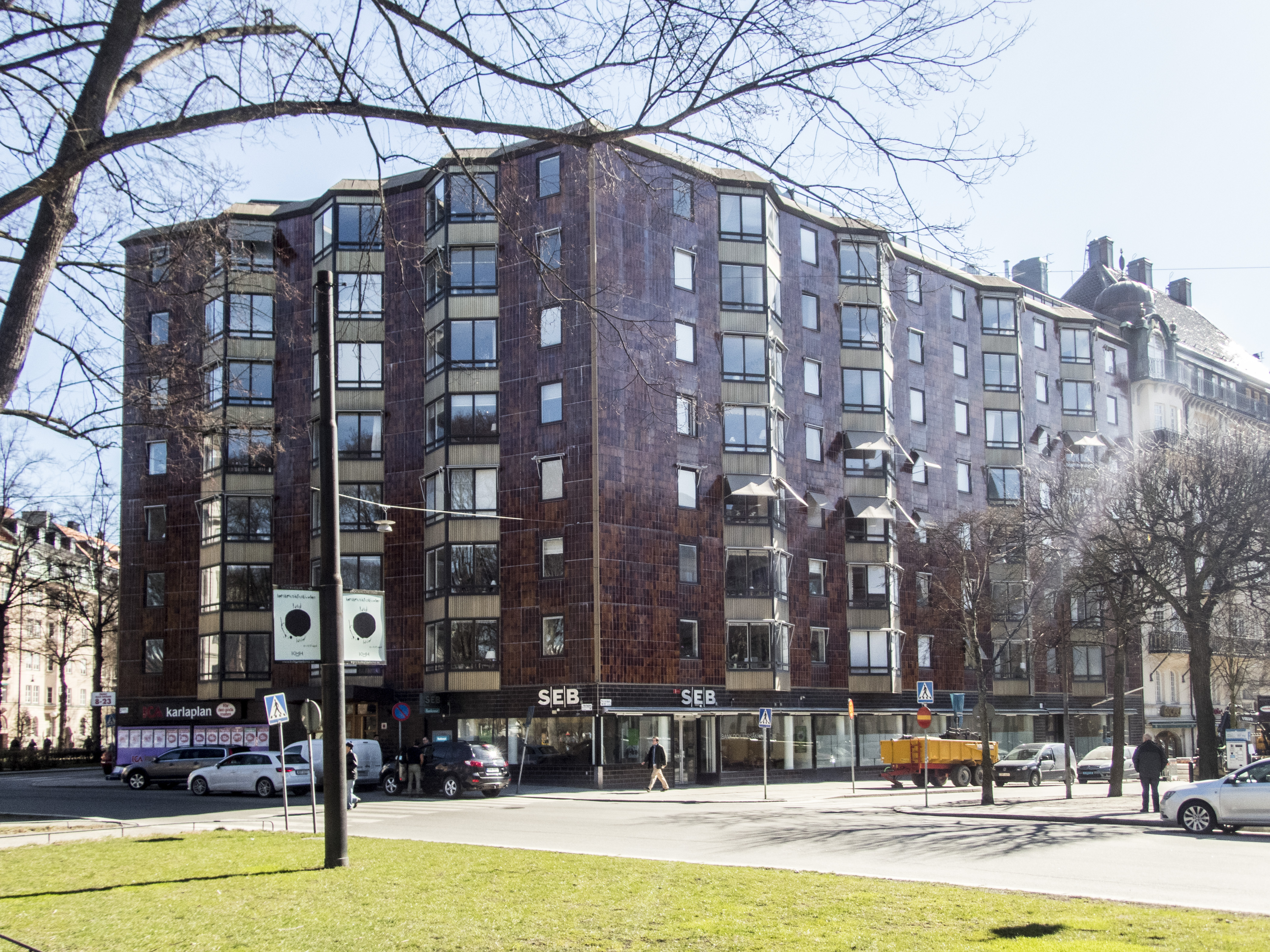
Nya Strindbergshuset i april 2016.

Dragkampen om fastighetens rivning eller bevarande inleddes i slutet av 1961, när dåvarande ägaren, Byggnads AB Ivar Siösteen, hade förvärvat fastigheten från Enskilda banken. Siösteen sade upp hyresgästerna för att förbereda en ansökan om rivningslov. I samband med riksantikvarieämbetets utredning om en eventuell byggnadsminnesförklaring gick fem hyresgäster ihop och erbjöd ett köpa huset under förutsättning att byggnaden fick ett lagskydd som byggnadsminne. Ägaren var dock inte beredd att anta budet. Man ville riva och bygga nytt även på granntomten (Fanan 2) vid Karlavägen som redan fått rivningslov. Även byggnadsminnesförklaringen misslyckades 1962. 
Fastigheten k-märktes dock av Stockholms stadsmuseum 1963 och stadsantikvarien Tord O:son Nordberg menade i en samtida tidningsintervju med Dagens Nyheter att byggnaden ”är ett väsentligt inslag i den ursprungliga och alltjämt bevarade tegelarkitekturen vid Karlaplan” samt ”att den har ett mycket stort kulturhistoriskt värde och bör bevaras”. K-märkning är dock mycket svagare än byggnadsminne.
År 1963 såldes huset för 2,3 miljoner kronor till fastighetsbolaget BGB i Stockholm AB (BGB), som menade att huset i sitt nuvarande skick med 24 lägenheter skulle kräva för stora underhållskostnader för att vara lönsamt. Inom samma volym kunde man istället bygga ett nytt hus med omkring 100 lägenheter. En av huvudanledningarna var också att man på grund av rådande hyresreglering inte kunde ta ut samma hyror i äldre bostadsbeståndet som i nyproduktion.
I november 1964 rapporterade Dagens Nyheter att rivningshotet mot ”Röda Huset” fortfarande stod kvar och att rivningsärendet bordlades en andra gång vid byggnadsnämndens sammanträde. I december 1966 presenterades ombyggnadsritningar avseende upprustning av huset med bland annat nya kök och badrum samt kontorisering av hela våningsplan ett. Efter ett beslut i byggnadsnämnden i december 1967 där alla partier utom Moderaterna röstade mot rivning trodde många att huset var räddat. Beslutet överklagades dock av BGB ända upp till regeringsrätten som gav BGB rätt och Strindbergshuset revs.
Det nya huset stod klart 1971, byggt efter den dansk-svenske arkitekten Hack Kampmanns ritningar. Det blev ett bostadskomplex i åtta våningar i modern stil där fasaderna mot gatan kläddes med glaserade keramikplattor i gulbrun-skiftande nyanser (i höjd med bottenvåningen bruna) samt metall i burspråkens bröstningar. Gårdsfasaderna putsades och avfärgades i gul kulör. Mot gårdssidan lades balkongerna. Av det gamla huset användes rester för utsmyckning av tunnelbanestationen Näckrosen i Solna kommun. I bottenvåningen ligger butiker. I övrigt inrymmer huset 95 bostadsrättslägenheter och tre hyreslägenheter. Högst upp bodde även Strindbergstolkaren Ingmar Bergman fram till sin död år 2007. Sedan år 2003 ägs huset av bostadsrättsföreningen Strindbergshuset som då köpte fastigheten av Bostads AB Drott.